# Alloue
Alloue (okzitanisch: gleichlautend) ist ein Ort und eine Gemeinde mit 481 Einwohnern (Stand 1. Januar 2022) im westfranzösischen Département Charente in der Region Nouvelle-Aquitaine. Die Gemeinde besteht aus mehreren Weilern und Einzelgehöften.

## Lage
Der Ort Alloue liegt am Nordufer des Flusses Charente in einer Höhe von etwa 150 m ü. d. M. im Nordosten des Départements etwa fünf Kilometer südlich der Grenze zum Département Vienne und damit zum Poitou. Der Ort gehört allerdings noch zur alten Kulturlandschaft des Angoumois, einem Teil der Landschaft der Charente und ist etwa 62 Kilometer (Fahrtstrecke) in nordöstlicher Richtung von der Stadt Angoulême beziehungsweise rund 70 Kilometer in südlicher Richtung von der Stadt Poitiers entfernt.

## Bevölkerungsentwicklung
| Jahr      | 1800 | 1851 | 1901 | 1954 | 1999 | 2018 |
| Einwohner | 1560 | 1688 | 1411 | 1003 | 531  | 465  |

Der kontinuierliche Bevölkerungsrückgang im 20. Jahrhundert ist im Wesentlichen auf die Folgen der Reblauskrise im Weinbau und die zunehmende Mechanisierung der Landwirtschaft zurückzuführen.

## Wirtschaft
Der Ort und seine Umgebung waren jahrhundertelang landwirtschaftlich geprägt; die meisten Menschen lebten als Selbstversorger. Im Ort selbst ließen sich Handwerker und Kleinhändler nieder, die auch durch Aufträge aus den nahegelegenen Bleierzminen Beschäftigung fanden. Im ausgehenden Mittelalter und in der frühen Neuzeit wurde der Weinbau vorangetrieben, der jedoch – nach der Reblauskrise im ausgehenden 19. und beginnenden 20. Jahrhundert – keine große Bedeutung mehr hat. Seit den 1960er Jahren spielt der Tourismus in Form der Vermietung von Ferienwohnungen (gîtes) eine nicht unbedeutende Rolle im Wirtschaftsleben der Gemeinde.

## Geschichte
Funde von polierten Steinäxten sowie ein Grabhügel (Tumulus) im Weiler Caillauds weisen auf eine jungsteinzeitliche Besiedlung des Gebiets hin; die Existenz eines weiteren – inzwischen verschwundenen – Tumulus beim Weiler Les Repaires ist schriftlich belegt. Die Bleiminen wurden wahrscheinlich schon in keltischer Zeit ausgebeutet. In der Zeit der römischen Herrschaft über Gallien führten zwei Römerstraßen als Seitenverbindungen zur Via Agrippa durch das Gemeindegebiet.
Im Jahr 783 schenkte Rogier, Graf von Limoges, Alloue der Abtei Charroux. Seit dem Jahr 1121 bis kurz vor der Revolution bestand im Ort ein Priorat. Im Mittelalter gehörte der Ort zur historischen Provinz Poitou und kam erst in der Revolutionszeit zum Angoumois.

## Sehenswürdigkeiten

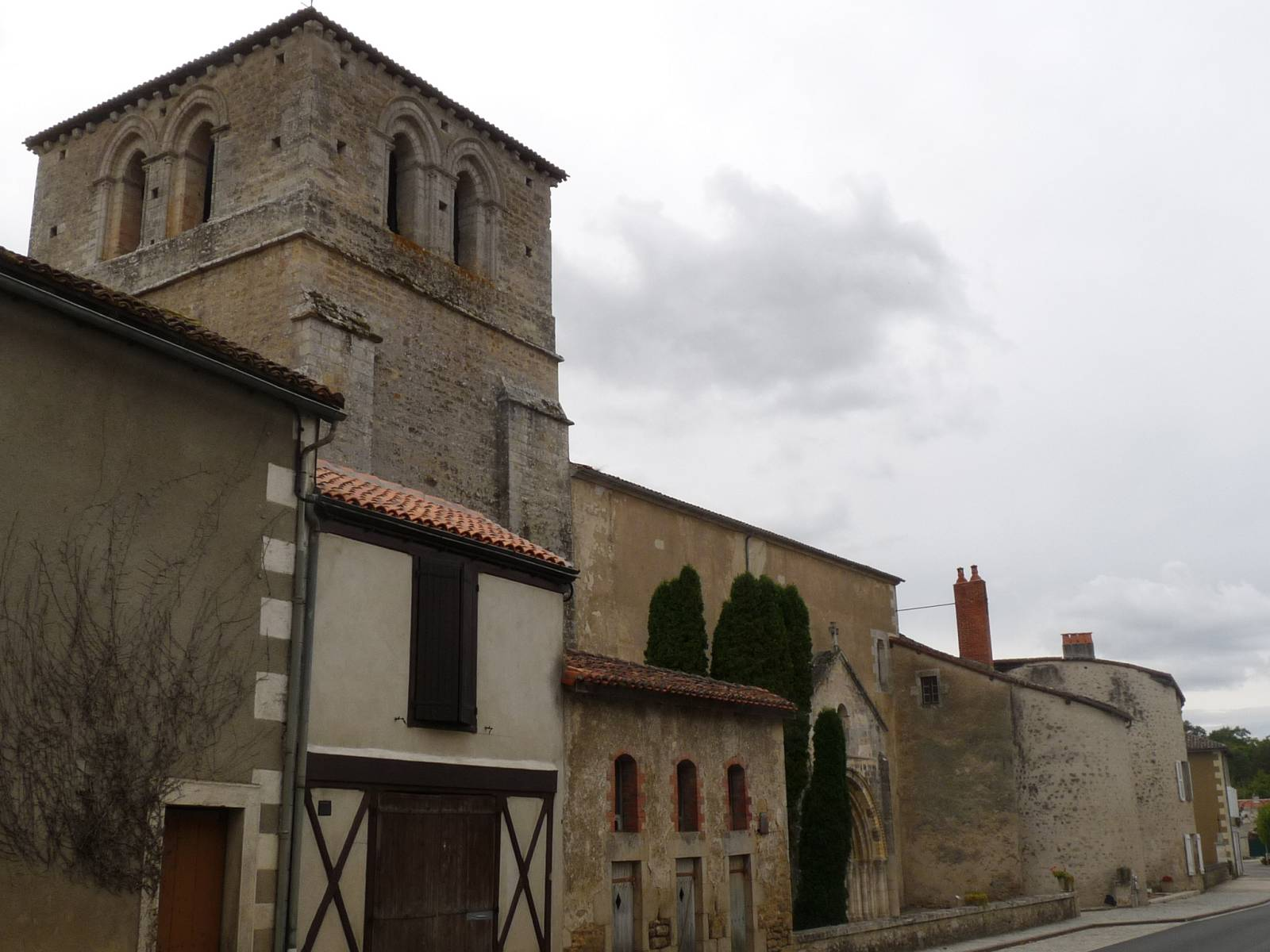
Kirche und Lagerhaus

- Die ehemalige Prioratskirche und heutige Pfarrkirche Notre-Dame stammt aus der Zeit um 1300, d. h. der Übergangsperiode von der Romanik zur Gotik, worauf vor allem das Spitztonnengewölbe des mit seitlichen Blendarkaden versehenen Kirchenschiffs hinweist. Der Bau ist bereits seit dem Jahr 1929 als Monument historique anerkannt.[2] Zur Ausstattung gehören ein Altarantependium aus Korduan-Leder aus dem 17. Jahrhundert und eine polychrom gefasste Muttergottesstatue mit Kind aus dem 18. Jahrhundert, die jeweils gesondert als Monuments historiques eingestuft sind.[3][4]
- Auf dem Friedhof steht ein steinernes Kreuz aus dem Jahr 1789, welches seit dem Jahr 2003 ebenfalls denkmalgeschützt ist.[5]
- Unmittelbar neben der Kirche steht ein schmales Gebäude mit drei Eingängen und drei darüberliegenden Kammern (cases); es diente wahrscheinlich drei Familien zur Lagerung eines Teils der Ernte und von Arbeitsgerät.
- Ein restauriertes überdachtes Waschhaus (lavoir) aus dem 19. Jahrhundert steht am Ortsrand.

außerhalb

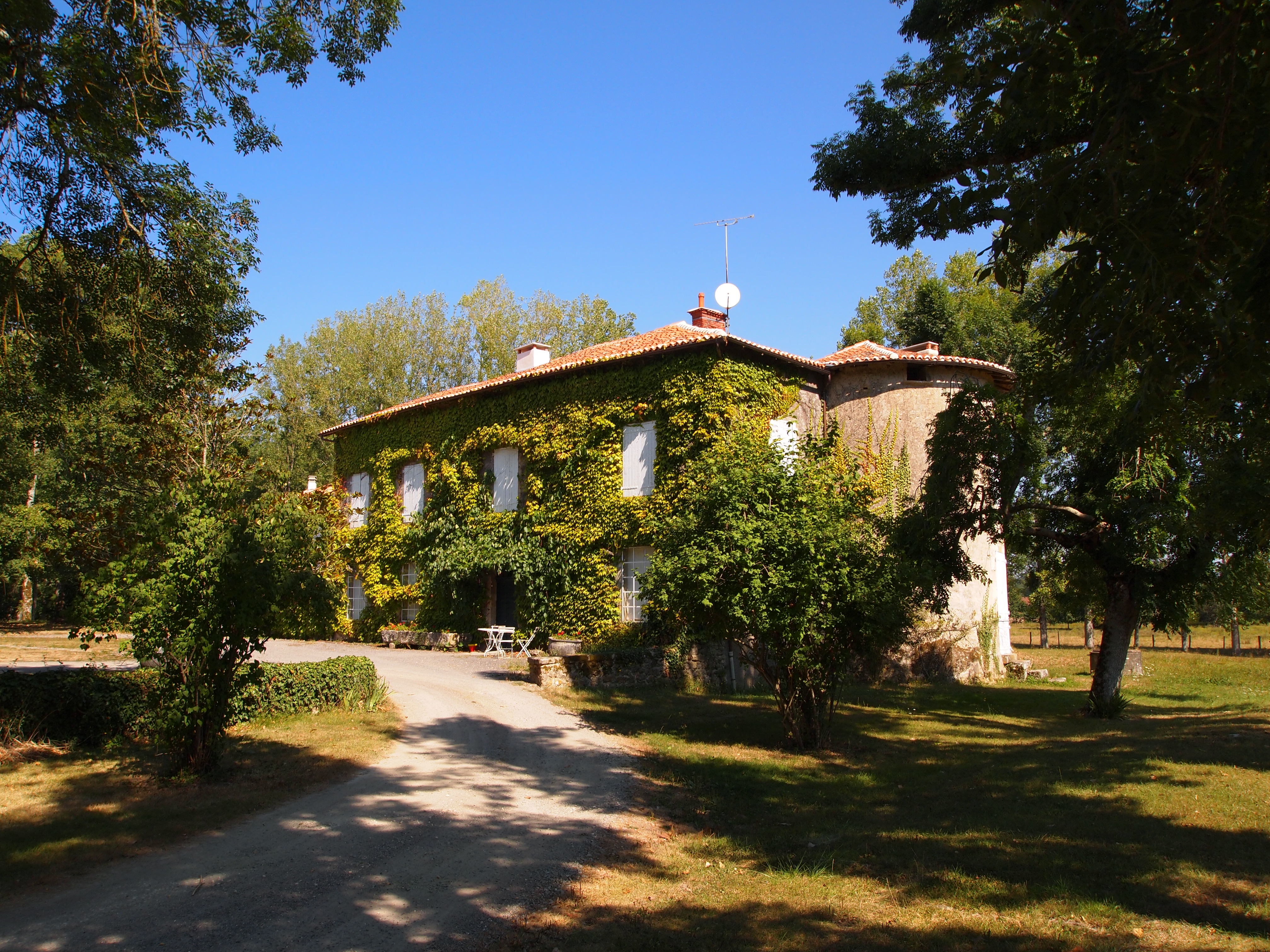
Logis de la Vergne

- Das etwa einen Kilometer südlich des Ortes gelegene Logis de la Vergne stammt aus dem 15. Jahrhundert; es wurde jedoch im 17. Jahrhundert verändert und verändert. In der zweiten Hälfte des 20. Jahrhunderts war es lange Zeit Wohnsitz der Schauspielerin Maria Casarès, der langjährigen Geliebten von Albert Camus. Das Gebäude ist seit dem Jahr 2002 als Monument historique eingestuft.[6]
- Das rund drei Kilometer südöstlich gelegene Château de Massignac (Koordinaten:46/00/06/N| und 0/31/52/E) stammt aus dem 15. Jahrhundert, wurde aber im 19. Jahrhundert in Teilen überarbeitet. Der Wohntrakt (corps de logis) wird von zwei seitlichen Rundtürmen gerahmt. Das in Privatbesitz stehende Gebäude ist seit dem Jahr 2003 als Monument historique eingestuft.[7]
- Das Château de Gueuche ist ein Landsitz aus dem 14. Jahrhundert, jedoch mit grundlegenden Veränderungen aus dem 19. Jahrhundert. Dem Wohntrakt ist ein runder Treppenturm vorgelagert. Das Bauwerk wurde im Jahr 2003 als Monument historique anerkannt.[8]
- Das Château de l'Âge ist ein in architektonischer Hinsicht  eher unbedeutender Gutshof, der aber wegen seines Alters (15./16. Jahrhundert) ebenfalls im Jahr 2003 als Monument historique anerkannt wurde.[9]
- Ein im Wald versteckter Brunnen (Fontaine Chez-Paire) mit Schwengelpumpe steht seit 2003 ebenfalls unter Denkmalschutz.[10]